# Neoscaptia insularis
Neoscaptia insularis là một loài bướm đêm thuộc phân họ Arctiinae, họ Erebidae.